# 山本謙太郎
山本 謙太郎（やまもと けんたろう、1936年1月10日 - ）は、日本のプロゴルファー。

## 来歴
1959年にプロ入り。
1978年のペプシウィルソントーナメントでは2日目に68をマークして杉本英世・尾崎将司、ピーター・トムソン（オーストラリア）と並んでの12位タイ、3日目に上野忠美・草壁政治・中村稔・矢部昭・中村通・横島由一と並んでの9位タイに着け、最終日には中村・矢部・横島と共に川田時志春・前田新作・金井清一・土山録志と並んでの9位タイに留まった。
1978年の静岡オープンでは初日に強風と断続的に強い雨に見舞われる悪条件の下で村上隆・青木功・郭吉雄（中華民国）・久保四郎・杉原輝雄・宮本省三と並んでの8位タイ、関東オープンでは初日に上原宏一・浅井教司・謝敏男（中華民国）・川田・関水利晃・草壁・海老原清治・江原利次・日吉稔・森憲二・高井吉春・鳥沢利一・石井冨士夫と並んでの10位タイでスタートした。